# حسين المنباوي
حسين المنباوي هو مخرج أفلام ومسلسلات مصري، قام بإخراج أول عمل فني له في عام 2014 بمسلسل عد تنازلي بطولة عمرو يوسف.

## أعماله

### كمخرج
- 2014: عد تنازلي (مسلسل)
- 2015: شد أجزاء (فيلم)
- 2017: حلاوة الدنيا (مسلسل)
- 2018: ليلة هنا وسرور (فيلم)
- 2018: تخاريف (برنامج)
- 2019: لمس أكتاف (مسلسل)
- 2020: الفتوة (مسلسل)
- 2022: جزيرة غمام (مسلسل)
- 2023:  البعبع

### أخرى
- 2008: ليلة البيبي دول (فيلم) مساعد مخرج
- 2013: موجة حارة (مسلسل) مخرج الوحدة الثانية

## وصلات خارجية
- حسين المنباوي على موقع IMDb (الإنجليزية)
- حسين المنباوي على موقع الدهليز
- حسين المنباوي على موقع قاعدة بيانات الأفلام العربية
- حسين المنباوي على موقع قاعدة بيانات الفيلم (الإنجليزية)